# Eins, zwei, drei – aus
Eins, zwei, drei – aus ist eine österreichische Filmkomödie aus dem Jahre 1949 von J. A. Hübler-Kahla mit  Hans Moser in der Hauptrolle.

## Handlung
Alois Semmelberger arbeitet als Platzanweiser in einem Wiener Kino und ist durch und durch ein Gemütsmensch. Sein bester Freund daheim ist ein Papagei. Eines Tages kehrt Semmelbergers Sohn Max nach längerer Zeit nach Hause zurück. Alois muss feststellen, dass sich sein Sohn einen bekannten Namen als Freistilringer gemacht hat, womit der Vater nichts anfangen kann. Daraufhin will der jüngere Sohn Rudi, der stets in Konkurrenz zu dem älteren Bruder stand, gleichfalls sein Glück als Ringer versuchen. Es kommt wie es kommen muss: Eines Tages stehen sich die beiden in eifersüchtigem Wettstreit stehenden Brüder im Ring gegenüber, aus dem Wettkampf wird ein innerfamiliäres Duell, wer der bessere der beiden Semmelberger-Brüder ist. Nach dem Kampf geht der Sieger in die weite Welt hinaus, um dort als Ringkämpfer weiterhin zu reüssieren, während der Verlierer daheim bleibt, jedoch dafür sein geliebtes Mädchen, die fesche Susi, freien kann.

## Produktionsnotizen
Eins, zwei, drei – aus entstand (Drehbeginn am 30. August 1949) überwiegend im September/Oktober 1949 in Wien (Außenaufnahmen am Heumarkt, Innenaufnahmen im Sieveringer Filmstudio) und wurde am 2. Dezember desselben Jahres ebendort uraufgeführt. Die deutsche Premiere war am 3. November 1950 unter dem Titel Der Meisterringer in München, die Berliner am 15. Dezember desselben Jahres.
J. W. Beyer übernahm die Produktionsleitung, Otto Pischinger gestaltete die Filmbauten.

## Kritiken
In den Salzburger Nachrichten ist zu lesen: „Sensationen, Betrug, Polizeiszenen und natürlich der große Bluff sind in guten, wenngleich auch zum Teil etwas langatmigen Szenen zu einem Streifen zusammengefaßt. … man wird nicht verhindern können, daß dieses Filmlustspiel vielen gefällt jedoch von anderen strikte abgelehnt wird.“
Der Wiener Kurier befand: „Für die Heurigenseligkeit steht der unverwüstliche Hans Moser mit seinem „kleinen Schwipserl“ zur Verfügung. Wie eh und je hat er die Lacher auf seiner Seite, obwohl diesmal das berühmte „goldene Herz“ überfließt und die Gags sehr sparsam eingestreut sind.“
Die Weltpresse lobte: “Ein köstliches Filmchen! Es bedient sich aller Wiener Erfolgsgarantien: Da sind die starken Männer vom Heumarkt, deren Muskelrollen auf der Leinwand ganz besonders eindringlich zur Geltung kommt. Da ist ein Ringkampf, der mit Sport wenig, aber mit Unfairneß und Rohheit [sic!] alles zu tun hat. Da ist ein wein- und gemütsseliger alter Weana, sprich Hans Moser … .”
Im Lexikon des Internationalen Films heißt es: „Trotz bretterkrachender Ringkampfeinlagen ein eher gemütliches Lustspiel, das sich ganz auf das Können seines Hauptdarstellers verläßt.“